# 난부 노부카타

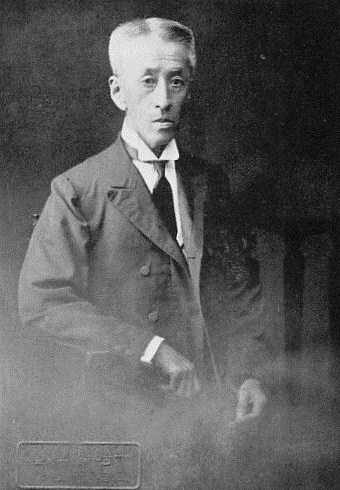
난부 노부카타

난부 노부카타(일본어: 南部信方, なんぶ　のぶかた, 1858년 5월 ~ 1923년 7월)는 무쓰노쿠니 시치노헤번 4대(마지막) 번주이다.
모리오카번 번주 난부 도시히사(南部利剛)의 세 번째 아들로 태어났다. 1869년 정월, 보신 전쟁에서의 죄로 강제 은거한 난부 노부타미의 양자로 시치노헤번의 번주가 되었다. 그러나 나이가 어린 탓에 실제 정치는 노부타미가 돌보았다. 같은 해 6월 판적봉환으로 지번사가 되었다. 윤10월, 번정 개혁에 반발한 햐쿠쇼잇키가 일어났다. 1871년, 폐번치현으로 지번사 자리를 잃었고, 후에 자작이 되었다. 미국에도 유학을 다녀온 바 있다. 1923년, 66세의 나이로 사망하였다.
| 전임 난부 노부타미 | 제4대 시치노헤번 번주 1869년 ~ 1871년 | 후임 폐번치현 |